# ۴-آمینوبوتیرات—پیرووات ترانس‌آمیناز
۴-آمینوبوتیرات—پیرووات ترانس‌آمیناز (انگلیسی: 4-aminobutyrate—pyruvate transaminase) آنزیمی با نام سیستماتیک ۴-آمینوبوتانوئات:پیرووات آمینوترانسفراز است. این آنزیم یکی از انواع گابا ترانس‌آمیناز است کارش تجزیهٔ پیام‌رسان عصبیِ گاما آمینوبوتیریک اسید (گابا) است و واکنش‌های شیمیایی زیر را کاتالیز می‌کند:
(۱) ۴-آمینوبوتانوئات (گابا) + پیرووات  سوکسینات سِـمی‌آلدئید + اِل-آلانین
(۲) ۴-آمینوبوتانوئات (گابا) + گلیوکسیلات  سوکسینات سِـمی‌آلدئید + گلیسین
این آنزیم برای عملکرد صحیح خود نیازمند پیریدوکسال ۵'-فسفات است.